# Germain de Paris
Pour les articles homonymes, voir Saint Germain et Germain.
Germain de Paris, également appelé Germain d'Autun, né à Autun en 496, mort à Paris en 576, est un homme d'Église de l'époque mérovingienne, évêque de Paris en 555, fondateur, sous le règne de Childebert Ier, d'une abbaye qui portera ensuite son nom, la future abbaye de Saint-Germain-des-Prés.
Il a été canonisé par l'Église en l'an 734 (fête le 28 mai).

## Biographie
Né d'Éleuthère et d'Eusébie à Autun, il échappe à la mort lorsqu'il est enfant. La mère de son cousin Stratidius veut l'empoisonner pour ravir son héritage, mais la servante donne par erreur le poison à Stratidius. Il fut ordonné diacre puis prêtre par l'évêque d'Autun, Agrippin. Le successeur de ce dernier, Nectaire, le nomma abbé de Saint-Symphorien d'Autun.
Au cours d’un voyage à Paris, il est remarqué par le roi Childebert et est ainsi nommé évêque de Paris en 555. Il tente de changer les mauvaises mœurs de la Cour et fonde l'abbaye de Saint-Germain-des-Prés, avec l’appui du suzerain. Charitable à l’extrême, il vit comme un moine jusqu’à la fin de sa vie, observe veilles et jeûnes monastiques et se passe de feu l'hiver.

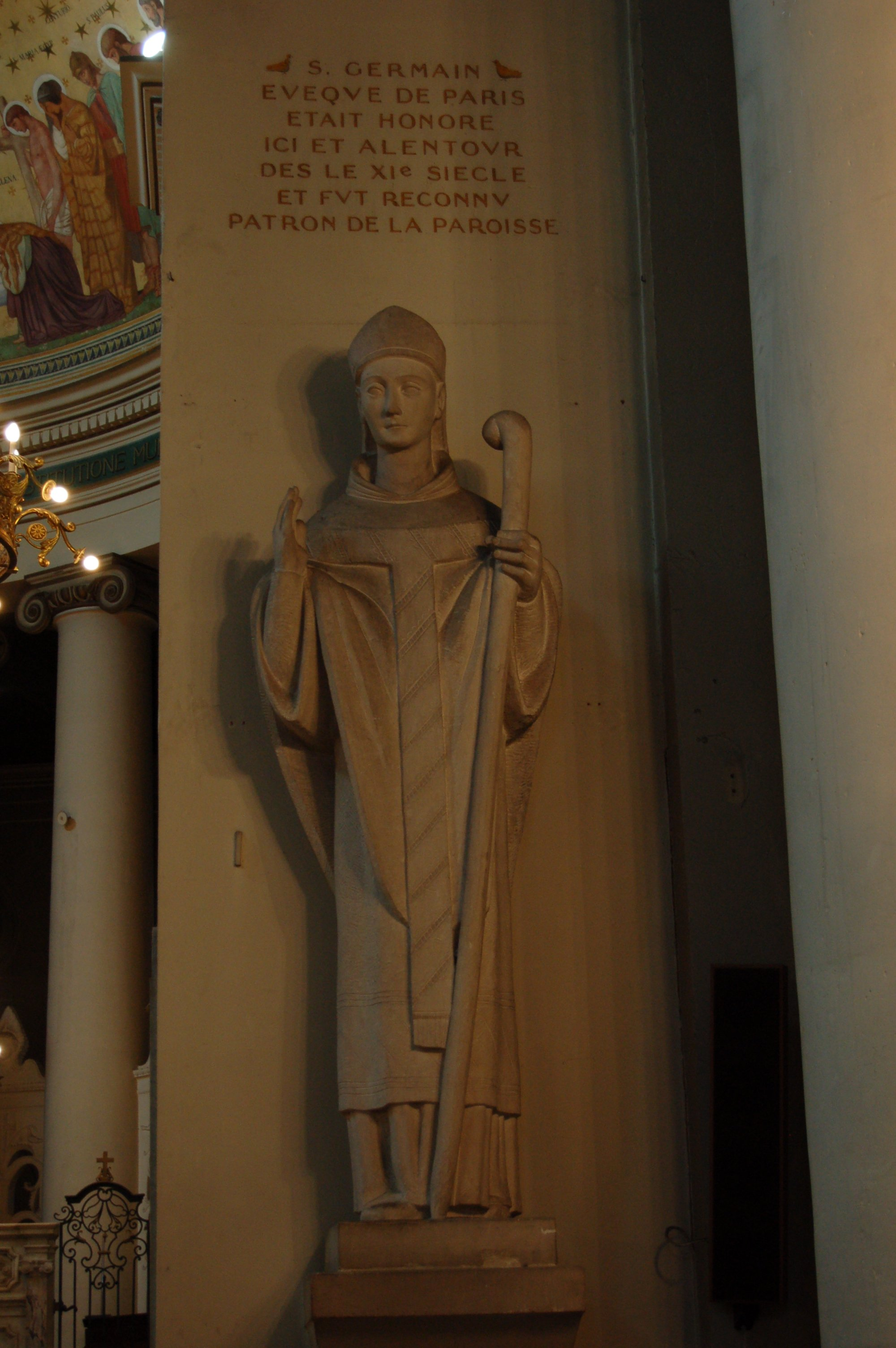
Statue à l'église de Saint-Germain-en-Laye.

## Hommages
- Saint-Germain-lès-Corbeil (Essonne)
- Église Saint-Germain de Gilly-les-Cîteaux (Côte d'Or)
- Il est le saint patron du Groupement de soutien de base de défense Île-de-France - Saint-Germain-en-Laye (GSBdD IdF SGM)[3]

#### Textes d'époque
- Venance Fortunat: " Vie de saint Germain ".